# Dover (Idaho)
Dover è una città degli Stati Uniti d'America, situata nella contea di Contea di Bonner, nello Stato dell'Idaho.